# Кауфман, Марк Арнольдович
Марк Арно́льдович Ка́уфман (род. 12 мая 1963, Москва, РСФСР, СССР) — основатель и Президент Благотворительного фонда Марка Кауфмана, доктор экономических наук.
С 2011 года деятельность Кауфмана М. А. связана с развитием благотворительных программ Фонда.
До 2011 года Марк Кауфман в течение 20 лет возглавлял группу компаний Уайтхолл — ведущего российского импортера и дистрибьютора вин и алкогольных напитков.
Его деятельность носила не только коммерческий, но и просветительский характер, направленный на изменение структуры потребления алкогольных напитков в РФ в сторону вина.
Является автором четырёх книг и более 50 публикаций о вине.

## Образование и академическая карьера
В 1985 году окончил Московский институт связи по специальности «Инженер радиосвязи и радиовещания».
В 2000 году получил степень магистра экономических наук.
В 2002 году защитил в МСХА им. К. А. Тимирязева кандидатскую диссертацию по экономике по теме «Мировые интеграционные процессы в сфере производства и сбыта виноградных вин». Занимался преподавательской деятельностью в РГАУ — МСХА им. К. А. Тимирязева, работая в качестве доцента, а затем профессора кафедры маркетинга.
В 2006 году защитил докторскую диссертацию по экономике по теме «Социально-экономическая стратегия регулирования рынка алкогольной продукции в России» в Институте экономики РАН.
С 2005 года Марк Кауфман совмещал занятие предпринимательской деятельностью с работой в Институте экономики РАН, где с 2007 по 2010 годы возглавлял Лабораторию проблем потребительского рынка, а с 2010 по 2013 годы руководил Центром макроэкономики и эконометрических исследований.
С 2005 года является членом Попечительского Совета Московской Школы Экономики МГУ.
Автор свыше 40 научных публикаций по макро- и микроэкономике.

## Общественная деятельность
1997 г. — основатель и (до 2005 года) Председатель Российского отделения Чилийско-Российской Торговой Палаты.
2002 г. — н. в. -основатель и Президент Благотворительного фонда Марка Кауфмана.
2018 г. — н. в. Со — основатель и Президент Monaco Whisky & Spirits Club.

## Благотворительная деятельность
В 2002—2014 гг. Благотворительный фонд Марка Кауфмана осуществляет просветительскую деятельность, реализуя образовательные программы и оказывая поддержку молодым ученым и деятелям культуры. С 2011 года Марк Кауфман полностью сосредотачивается на руководстве деятельностью Фонда. За период существования Фонда учреждены многочисленные гранты, среди которых «Телекомандные гранты научного прогресса», «Геоинформационные гранты», «Гранты на публикацию электронной книги», и реализованы успешные проекты: «Телекоммуникационный комплекс „Взаимодействие геосфер“ (Интергеос)» на базе Института динамики геосфер РАН, «Виртуальная лаборатория по тектонофизическому анализу современных движений и палеонапряжений» в Институте физики Земли им. О. Ю. Шмидта РАН .
Благотворительный фонд Марка Кауфмана с первого дня существования Московской Школы Экономики МГУ и по настоящее время выделяет гранты для талантливых студентов. В течение нескольких лет лучшие выпускники МШЭ
получали гранты для продолжения научно-исследовательской деятельности в Институте экономики РАН.
Совместно с Федерацией Еврейских Общин России оказывалась финансовая помощь талантливым детям из неблагополучных семей, а также на протяжении нескольких лет поддерживалась православная гимназия при Церкви Пресвятой Троицы Московского Патриархата в г. Коломна.
В разные годы Фонд оказывал поддержку различных культурных проектов МХАТ им. А. П. Чехова, Московского театра-студии под руководством О. П. Табакова, Национального филармонического оркестра России и многих других.
С 2014 года приоритетным направлением деятельности Благотворительного фонда Марка Кауфмана является реализация программы помощи детям и молодым взрослым, страдающим онкологическими заболеваниями.
В рамках указанного направления налажено сотрудничество с ФНКЦ ДГОИ им. Дмитрия Рогачева, как в части финансирования Фондом лечения в Центре подростков и молодых взрослых, так и в части инфраструктурных проектов. Осуществлена подготовка врачей Центра им. Дмитрия Рогачева в Медицинском центре Шиба в Израиле, которая позволяет Центру сегодня применять при диагностике рака и отработке оптимального курса лечения передовые методы генной диагностики. Обеспечен доступ российским пациентам в отделение молодых взрослых в Центре Шиба, создание которого было профинансировано Фондом. Вслед за открытием отделения для молодых взрослых в феврале 2015 года принято решение о расширении сотрудничества с Медицинским центром Шиба и оказания финансовой поддержки Центру научных исследований рака в области генной терапии. В Центре внедрена экспериментальная методика диагностирования на основе генного секвенирования пациентов с наиболее сложными формами онкологических заболеваний, резистентных к традиционным методам лечения. Запущен долгосрочный проект сотрудничества ГКБ им. С. П. Боткина и Центра им. Дмитрия Рогачева в области диагностики патологий на базе лабораторий Центра. На базе ведущего кардиоцентра Республики Хорватия «Талассотерапия Опатия» открыто новое диагностическое отделение, оборудованное в соответствие с последними достижениями в области медицины, что позволяет центру оказывать высококачественные медицинские услуги, а также укрепить позиции Хорватии на рынке медицинского туризма.
С начала пандемии 2020 года свыше 1 миллиона долларов США было направлено на закупку медицинского оборудования для борьбы с COVID-19 в разных странах мира.
Деятельность Фонда на 95 % финансируется за счет личных средств Марка Кауфмана и членов его семьи.
За годы существования Фонда объём финансирования превысил 10 млн долларов США в рублевом эквиваленте.

## Награды и достижения
Марк Кауфман удостоен следующих государственных наград :
- Знак отличия «За благодеяние» (25 октября 2018 года) — за большой вклад в благотворительную и общественную деятельность[6]
- Орден «За заслуги в сельском хозяйстве» (Франция) — I, II, III степеней — Кавалер (2002 г.), Офицер (2007 г.), Командор (2011 г.)[7][8]
- Орден Бернардо О’Хиггинса (Чили) II и III степеней — Командор (2003), Гран Офицер (2005)[9]
- В 2007 году за вклад в развитие российской геофизики, Институт физики Земли РАН наградил Марка Кауфмана медалью имени О. Ю. Шмидта.
- Победитель конкурса Ernest & Young Enterpreneur of the Year 2006, Russia (Trade & Services).
- Марк Кауфман неоднократно удостаивался благодарственных грамот Главы Московской епархии РПЦ, а также многих других общественных наград России и ряда зарубежных стран.